# 严朴
严朴（1898年3月22日—1949年6月5日），宇君实，号玫东，又名达人，江苏无锡人，中国共产党官员。

## 生平

### 早年生平
早年肄业上海专科师范、上海大学。早年受《新青年》、《向导》影响，参加学生运动，并在上海沪西创办了工人夜校，教工人识字。1924年，加入进步组织中国孤星社。1925年，经张佐臣、徐伟、方闻介绍，加入中国共产党，并在五卅运动中被逮捕，后被校长保释出狱，同年夏从南方大学国学专修系毕业。1926年，返回无锡，担任中共无锡地委秘书（张佐臣任书记），后任总工会总务部长。此外，他还变卖自己的田产创办无锡江苏中学，自任校长并领导教员联合会。1927年1月，任无锡总工会委员，3月任无锡总工会部务部部长。
四一二事变后，国民政府大肆逮捕共产党员，严朴逃至农村，担任农协委员长，在当地颇有威望，并因此推为出席中国共产党第六次全国代表大会的代表。不久，调任中共松浦特委常委，领导松浦一带的农民运动。1929年1月，他参与领导奉贤庄行农民暴动，自制炸弹，率先冲锋。他调任上海法南区工作，被分配在黄包车夫中进行工会活动。同年秋，在上海法租界被捕，并遭到严刑拷问，经营救出狱。
1929年10月至1930年7月，任中共江苏省青浦县委书记、江苏省委候补审查委员。后因开展浙南农民斗争。1930年，调任中共浙南特委军委书记。同年10月起兼红十五军负责人，参加温州战役。1931年，调到上海党中央领导机关担任掩护机关的工作。在中央苏区，初在新泉贸易公司工作。1934年福建事变时，他被派驻福州为苏区商业代表。1934年2月，任中华苏维埃临时中央政府国民经济部副部长。同年10月，抱病即参加红军长征。在路经黔北川南时，因为身体疾病缠身，改为经过川南游击队转送至重庆、宜昌，并担任组织交通站的工作。不久，他被上海党组织派赴苏联学习，他同潘汉年在11月7日到达莫斯科。此后，兼任列宁学院党史研究室主任。

### 抗日战争及第二次国共内战
1938年，他返回中国，在延安任中共中央组织部二科长，随后在西安、重庆八路军办事处任秘书长、二科长等职务。1945年4月至6月作为华中代表团成员出席中共七大。
日军投降后，派赴东北工作，任中共中央东北局工业部书记，参加中共哈尔滨市委领导工作。按市委分工率工作团到哈尔滨附近的中小城镇和广大农村，开展群众工作。1946年率工作团配合部队攻占哈尔滨。同年10月至1947年2月任黑龙江省人民政府民政厅厅长。1949年春到北平工作，后奉命南下，因病留住医院，久治无效，6月5日14时病逝，享年五十二岁。
遵照周恩来的批示，江苏省无锡市人民政府在惠山为严朴建立了衣冠冢。1949年6月10日，生前与严朴友情甚笃的陈云在《人民日报》上发表《严朴同志传略》一文（此文收入《陈云文选》时改名《纪念严朴同志》）。中共中央组织部、中共北京市委于1973年将严朴遗骨火化，骨灰存八宝山革命公墓。

## 家庭
严朴与妻子过瑛共有四女。过瑛在文化大革命期间，因卷入“严慰冰反革命案”身亡。
- 长女：严慰冰，陆定一妻子，中共中央宣传部理论教育处副处长[7][10]。
- 次女：严昭，中国科学技术协会副教授。丈夫张非垢，任中共中央西南局宣传部长、中央体委副主任[10]。
- 三女：严梅青，广州中山医科大学组织部长。丈夫林仲，任中国红十字会副会长[10]。
- 四女：严萍。丈夫陆永进，江苏省人民政府办公厅副主任[10]。
- 五女：严又琛。丈夫钱前，南京师范学院镇江分院党委副书记[10]。